# 大葉捕魚木
大葉捕魚木（学名：Grewia eriocarpa）为田麻科田麻屬下的一个种。

## 扩展阅读
- 維基物種上的相關：大葉捕魚木